# Operace Ataman
Operace Ataman byla okupace severní části italského Furlanska jednotkami Kozáků, působících v rámci Wehrmachtu od léta 1944 do května 1945. Operace byla součástí obsazení Operační zóny jadranského pobřeží.

## Historie
Kozáčtí dobrovolníci se v době operace Barbarossa v roce 1941 přidávali k jednotkám Osy. Alfred Rosenberg proto 10. listopadu 1943 prohlásil, že Německo udělí kozákům autonomii buď na jejich historickém území, nebo při nepříznivém vývoji války dočasně i jinde v Evropě.

## Furlansko
V létě 1944 byla oblast dějištěm mnoha partyzánských operací, které vyvrcholily 26. září téhož roku vyhlášením Kraňské partyzánské republiky (Repubblica della Carnia). 
V červenci 1944 rozhodl vrchní velitel SS a policie v Terstu generál Odilo Globocnik o nasazení Kozáků proti Kraňské republice (Repubblica della Carnia). V průběhu několika týdnů bylo v 50 vojenských nákladních vlacích přivezeno 11 000 vojáků s rodinami, celkem přibližně 26 000 osob a do října 1944 bylo partyzánské hnutí potlačeno. 
Na obsazeném území byl vyhlášen Kosakenland , část původního obyvatelstva byla vysídlena a nově příchozí obsadili veřejné budovy a část domů. V Treppu byla zřízena nemocnice, Sutrio se stalo sídlem kozácké školy, Ligosullo hostilo divadlo. V Paluzze byla zřízena tiskárna, kde se tiskly noviny v azbuce.  Velitel Kozáků Pjotr Nikolajevič Krasnov se usadil v obci Versegnis a kozácká rada sídlila v Tolmezzu. Noví usedlíci zaváděli zvyky své vlasti a vesnicím dávali ruská jména (Alesso bylo přejmenováno na Novočerkassko, Trasaghis na Novorossijsk, Cavazzo na Krasnodar). 
Na jaře 1945 postoupili spojenci v Itálii a válka se chýlila ke konci. Před postupujícími partyzány odešli Kozáci v květnu 1945 přes průsmyk Monte Croce Carnico do Rakouska, kde se 9. května 1945 poblíž města Lienz vzdali anglickým jednotkám. Většina z nich byla poté vydána sovětským úřadům a deportována do gulagů.